# Boltigen
Boltigen là một đô thị ở huyện Obersimmental ở bang Bern ở Thụy Sĩ. Đô thị này có diện tích 77 km², dân số năm 2006 là 1430 người.
Các đô thị giáp ranh (từ phía bắc theo chiều kim đồng hồ): Oberwil im Simmental, Diemtigen, Zweisimmen, Saanen, Jaun và Plaffeien.